# Gwyddelwern
Gwyddelwern is een plaats in Wales, in het bestuurlijke graafschap Denbighshire en in het ceremoniële behouden graafschap Clwyd.

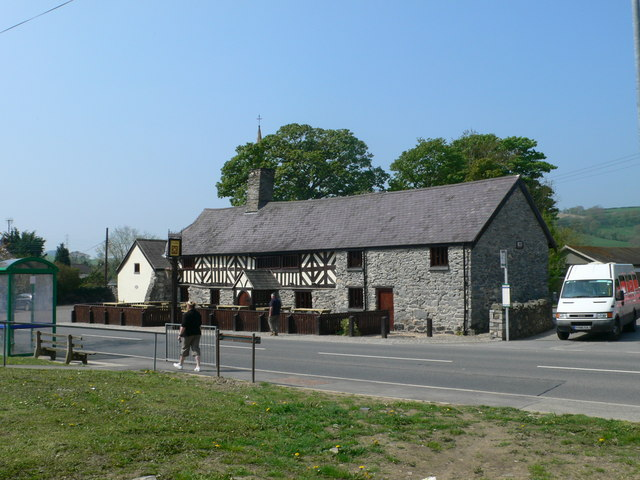